# マキシモ
『マキシモ』（Maximo、英題：Maximo: Ghosts to Glory）は、2001年12月27日に発売されたカプコンのアクションアドベンチャーゲームである。カプコンUSAの子会社カプコン・デジタル・スタジオ（2003年にカプコン・スタジオ8に改名)により開発。プラットフォームはPlayStation 2のみ。『魔界村』からの派生作品。

## 概要
ゲームのコンセプトはカプコン・デジタル・スタジオ（カプコン・スタジオ8）代表のデヴィッド・シラーが懐古的なゲーム性を取り戻したいと考えてゲーム開発が始まった。2001年にE3 2001で発表された。
『マキシモ』のタイトル名はデヴィッド・シラーが少しイタリアぽい感じがすると『マキシモ』の名前を気に入り、マックス（Max）とX(エックス)、X(エックス)はタイトルに使うとダイナミックで良いという理由で開発陣は『マキシモ』の名前が気に入り名付けられたという。
1996年11月に日本のカプコンがゲーム関係の報道関係者を招いた翌年の新作発表のラインアップの中で、NINTENDO 64で『魔界村64』の開発計画がある事を発表していたが開発は失敗しキャンセルされる事となった。1998年頃にアメリカのカプコンUSAがN64で『マキシモ』の開発の構想を示した。当初『魔界村』の続編的なリメイクとして開発しようとしていたが、法的な問題が理由で日本のカプコンが認めなかったので『魔界村』のリメイクを開発できず、代わりに『マキシモ』を開発することとなった。しかし、同じ年にPlayStationで開発され『マキシモ』より先に発売された『魔界村』の影響を受けて制作された『メディーバル』のステージ構造などが『マキシモ』の開発陣が計画していた『マキシモ』のと似たような感じであったため、『メディーバル』と同じようにならないために幾つか計画していたステージを破棄せざるを得なくなり、このゲームの設計に長い時間を費やす事となった。さらに当時、日本から来たカプコンのプロデューサーと一緒に『ファイナルファイト リベンジ』の開発に専念していたため、『マキシモ』の開発は大幅に時間が掛かることとなり、日本のカプコン側から「N64はもう王様じゃないから『マキシモ』の開発デザインは全部プレイステーションに変えてくれ」と言われ、次第に開発陣はN64での『マキシモ』の開発に関心が薄れた。後にドリームキャストでの開発を示した後、2000年3月に新しく発売されるPlayStation 2に関心が行き、『マキシモ』の開発をPS2に変更する事となった。『マキシモ』のデザイナーのウィリアム（ビル）・アンダーソンによると、カプコンUSAがPS2が発売される前に『マキシモ』の新作の開発を開始できるように、1998年末にすでに『マキシモ』の新しいPS2のピッチを始め、当時のPS2の『マキシモ』の開発企画では『Maximo: the Dark Knight』というタイトルで『魔界村』シリーズの精神的な続編として考え、対象年齢も大人向けのR指定で、ストーリー内容やリアルな原型のキャラクターやバイオレンスシーンや性的な描写を盛り込んだ大人向けのダークな中世ファンタジー内容のゲームとして開発を検討していた。しかしカプコンUSAがコンセプトアートとゲームデザインのドキュメントを日本のカプコン本社に提出したところ、「リアルなゲームは全て日本のカプコンで作らせてほしい」と却下され、ゲームの見た目や中身の内容を変更せざるを得なくなったいう。アンダーソンは当初から硬質でダークなゲームを目指していたので、日本から来たプロデューサーが持ってきた開発中の『デビルメイクライ』の最初のゲームプレイ可能なデモを見た時、自分達が最初に提案した『マキシモ』の設定と同じ外観と雰囲気だったので、少し気分が悪くなったという。しかし、日本のカプコンの予想以上の成功したゲームになったので、『マキシモ』をアメリカより先に日本で大々的に発売したいので、まず日本語化してほしいと言われたという。
松下進をキャラクターデザインに迎えフルポリゴンで構成されたステージは、墓場、森、氷、火などのバリエーションが存在。ステージ内に登場する敵キャラクタは多彩な攻撃方法で主人公を攻撃してくるため、プレーヤーはそれぞれに対応する攻撃方法を見出しながらゲームを進めなくてはならないという3Dアクションゲーム。更にマキシモ王子は40種類以上のパワーアップアイテムや特殊能力により、さまざまな形で成長。プレーヤーは自分の好みに応じたカスタマイズをキャラクタに施すことができる等、『魔界村』の要素が取り入れられている。
ゲーム音楽はトミー・タラリコ・スタジオが担当し、『魔界村』と『大魔界村』の曲をアレンジしたオーケストレーションのリミックスである。
続編の2作目に『魔界英雄記マキシモ』があるが売り上げがあまり良くなかった。2作目が不発だったため『ゼルダの伝説』の様なよりアドベンチャー要素がある新要素や新しい設定や新システム等など加えたシリーズ3作目の『マキシモ3』も制作されていたが、後にすぐに開発中止となってしまった。

## 物語
広大な王国で戦闘目的で地方に出かけているマキシモ王子のもとに、王国が邪悪な者に蹂躙され、婚約者のソフィア姫が魔王アキリーの后になっていると知らせが届く。平和な王国と、信頼を置いていた軍師アキリーに、一体何があったのか。マキシモ王子は真偽を確かめるべく急遽王国に戻り、魔王アキリーと対峙する。

## キャラクター
マキシモ
声：櫻井孝宏
本作の主人公。勇敢な戦士にして心優しき王子。地方での戦いで国を留守にしていた間に、助言者であったアキリーに王位と婚約者を奪われてしまう。
ソフィア
声：浅田葉子
マキシモの婚約者で、アキリーに拐われてしまう。
アキリー
声：壤晴彦
かつてマキシモが厚い信頼を寄せていた軍師。死者の魂を引き寄せるための穴をあけ、暗黒の力を得た。その力で魔王となり、王国とソフィア姫を奪った。
グリム・リーパー
声：佐々木望
死神。マキシモに自分の代わりに死者の魂を取り戻してもらうことを条件に、生き返らせる契約を交わす。次回作にも登場し、マキシモの良き相棒として活躍する。
レノール、マンバ・マリー、オーロラ・リー、セフォニー
声：出口佳代、鈴木ゆうこ、五十嵐麗、浅田葉子
魔法協議会の魔女たち。

## ステージ
| ステージ | フロア  | フロア                              |
| 墓場     | 1       | 覚醒の墓場 Grave Danger             |
| 墓場     | 2       | 暗雲の広場 The Tome Tower           |
| 墓場     | 3       | 溶岩の道標 Dead Heat                |
| 墓場     | 4       | 遙かなる断崖 Coffin Canyon          |
| 墓場     | 5       | 霧雨の山麓 Bad to the Bone          |
| 墓場     | 6 ボス  | ガストリー・ガス Ghastly Gus        |
| 沼地     | 7       | 密林の遺跡 Watery Grave             |
| 沼地     | 8       | 巨大樹の広場 The Magic Tree         |
| 沼地     | 9       | 不死者の村 Voodoo Village           |
| 沼地     | 10      | 底なし沼の渓谷 Dem Bones            |
| 沼地     | 11      | 危険な湿地帯 Quick and the Dead     |
| 沼地     | 12 ボス | ボコラ・ラバス Bokor Labas          |
| 氷原     | 13      | 永久凍土                            |
| 氷原     | 14      | 銀板の広場                          |
| 氷原     | 15      | 険しき氷河の果てに Go with the Floe |
| 氷原     | 16      | 忘れられた海賊船                    |
| 氷原     | 17      | 待ちうける咆哮 Cannonball Run       |
| 氷原     | 18 ボス | カタバー船長                        |
| 地下世界 | 19      | 冥府への坂道                        |
| 地下世界 | 20      | 鉄の塔の広場                        |
| 地下世界 | 21      | 吊るされた悪意 Crushed Spirits      |
| 地下世界 | 22      | 灼熱と歯車 The Unkindest Cut        |
| 地下世界 | 23      | 黄泉の深淵 Down the Gullet          |
| 地下世界 | 24 ボス | グルタス卿                          |
| 魔城     | 25      | 魔城突入                            |
| 魔城     | 26      | 悪夢の広場                          |
| 魔城     | 27      | 戦斧の回廊 The Great Escapr         |
| 魔城     | 28      | 決戦の頂へ                          |
| 魔城     | 29 ボス | 魔王アキリー                        |
| 魔城     | 30 ボス | ダークソフィア                      |
| -        | 31      | マスタリー Mastery                  |
| -------- | ------- | ----------------------------------- |